# اجنیز
اجنیز (به لاتین: Aggeneys) یک شهرک در آفریقای جنوبی است که در کیپ شمالی واقع شده‌است.